# Tukotuko równinny
Tukotuko równinny (Ctenomys tucumanus) – gatunek gryzonia z rodziny tukotukowatych (Ctenomyidae). Występuje w Ameryce Południowej, gdzie odgrywa ważną rolę ekologiczną. Siedliska tukotuko równinnego położone są na terenach północno-zachodniej Argentyny w prowincji Tucumán, na wysokości 450 m n.p.m.